# Jan Szymusiak
Jan Maria Szymusiak (ur. 27 listopada 1920 w Prötzel, zm. 11 września 1987 w Paryżu) – polski patrolog, badacz dziejów wczesnochrześcijańskiego piśmiennictwa.

## Życiorys
Urodził się w rodzinie polskich emigrantów w Niemczech, od 1924 mieszkał we Francji. W 1937 rozpoczął naukę w seminarium duchownym w Cambrai. Po wybuchu II wojny światowej wstąpił do Wojska Polskiego we Francji, ukończył szkołę podchorążych, walczył w szeregach 2 Pułku Grenadierów Wielkopolskich. 25 czerwca 1940 dostał się do niewoli niemieckiej, z której uciekł po pięciu miesiącach. W 1941 wstąpił do zakonu jezuitów, święcenia kapłańskie przyjął 30 lipca 1950. W 1952 obronił pracę magisterską z teologii w kolegium jezuickim w Enghien, w Belgii i w tym roku został formalnie członkiem Prowincji Wielkopolsko-Mazowieckiej (mieszkał jednak w dalszym ciągu poza Polską). W 1957 obronił na Gregorianum pracę doktorską z teologii Eléments de théologie de l'homme selon Saint Gregoire de Nazianze, w 1958 na Sorbonie drugą pracę doktorską, z filologii klasycznej, L'homme et sa destinée selon Grégoire le théologien.
Od marca 1958 mieszkał w Polsce, został wykładowcą Bobolanum i Katolickiego Uniwersytetu Lubelskiego. Na tej ostatniej uczelni habilitował się w grudniu 1965 i od 1966 podjął pracę jako adiunkt. W 1967 został p.o. kierownika Katedry Patrologii. Razem z Leokadią Małunowiczówną doprowadził do powstania w 1969 międzywydziałowego Zakładu Badań nad Antykiem Chrześcijańskim. Był autorem haseł z zakresu patrologii w I i II tomie Encyklopedii Katolickiej (w I tomie odpowiadał także za ten dział). Władze państwowe odmówiły zatwierdzenia go na stanowisku docenta, w związku z czym w 1971 wyjechał do Francji.
W 1974 opuścił zakon jezuicki, ożenił się z francuską psychiatrą Carmen-Marie Affholder. W 1981 adoptował wraz z nią trzy dziewczynki – uchodźców z Kambodży (jedną z nich była Molyda Szymusiak, która opublikowała tłumaczone na wiele języków wspomnienia Les Pierres Crieront (wyd. 1984)). Do końca życia utrzymywał kontakty ze środowiskiem naukowym w Polsce. Zmarł na białaczkę. Po jego śmierci poświęcono mu w 1989 numer pisma Vox Patrum.

## Wybrane publikacje
- św. Atanazy Aleksandryjski Deux apologies, w serii Sources chrétiennes, Paris, (1958, 1987) – wstęp, opracowanie, tłumaczenie i przypisy.
- Eléments de théologie de l'homme selon Saint Gregoire de Nazianze, Roma, 1963 – na podstawie pracy doktorskiej.
- św. Augustyn O trójcy świętej, w serii Pisma Ojców Kościoła, 1963 – opracowanie.
- Brevarium fidei. Kodeks doktrynalnych wypowiedzi Kościoła, 1964 – wspólnie ze Stanisławem Głową.
- Grzegorz Teolog. U źródeł chrześcijańskiej myśli IV wieku, (przedm. napisał Henri de Lubac), Poznań, Księgarnia św. Wojciecha, 1965.
- św. Hieronim O znakomitych mężach, w serii Pisma Starochrześcijańskich Pisarzy, 1970 – komentarz.
- Patrologia: zagadnienia wybrane: skrypt dla studentów KUL, Katolicki Uniwersytet Lubelski, Lublin, 1971.
- Słownik wczesnochrześcijańskiego piśmiennictwa, Księgarnia świętego Wojciecha, Poznań, 1971 – wspólnie z Markiem Starowieyskim.
- Un Itinéraire de la Liberté, Tours, 1989.